# Govedina
Govedina je kulinarski naziv za meso od goveda (Bos taurus). 
Govedina se može pripremati na razne načine; komadi se često koriste za goveđi odrezak, koji se može kuhati do različitih stupnjeva pečenja, dok se dijelovi govedine često melju ili se mljeveni nalaze u npr. hamburgeru. Govedina sadrži proteine, željezo i vitamin B12. Zajedno s drugim vrstama crvenog mesa, velika konzumacija povezana je s povećanim rizikom od raka debelog crijeva i koronarne bolesti srca, osobito kada se prerađuje. Govedina ima velik utjecaj na okoliš jer je primarni pokretač krčenja šuma s najvećim emisijama stakleničkih plinova od svih poljoprivrednih proizvoda.
U prapovijesti, ljudi su lovili goveda tur i kasnije ih pripitomili. Od tog vremena, brojne pasmine goveda su se uzgajale posebno zbog kvalitete ili količine mesa. Danas je govedina treće najzastupljenije meso u svijetu, nakon svinjetine i peradi. Od 2018. Sjedinjene Države, Brazil i Kina bili su najveći proizvođači govedine.
Neke religije i kulture zabranjuju konzumaciju govedine, osobito indijske religije poput hinduizma. Budisti su također protiv klanja životinja, ali oni nemaju doktrinu krive prehrane.

## Galerija
- Sirova govedina.
- Japanska pasmina goveda wagyu, koja daje posebno ukusnu govedinu.
- Karta proizvodnje govedine u svijetu.
- Govedina s curryem iz Bangladeša.